# Милош Бабић (кошаркаш)
Милош Бабић (Краљево, 23. новембар 1968) је бивши српски кошаркаш. Играо је на позицијама крилног центра и центра. 